# Praktspindling
Praktspindling (Cortinarius terpsichores) är en svampart som beskrevs av Melot 1989. Cortinarius terpsichores ingår i släktet Cortinarius och familjen spindlingar.  Arten är reproducerande i Sverige. Inga underarter finns listade i Catalogue of Life.
I den svenska databasen Dyntaxa används istället namnet Cortinarius eucaeruleus för samma taxon.  Arten är reproducerande i Sverige.